# Jean Chardin
Jean Chardin (n. 16 noiembrie 1643, Paris, Regatul Franței – d. 26 ianuarie 1713, Greater London, Anglia, Regatul Marii Britanii), născut Jean-Baptiste Chardin și, de asemenea, cunoscut sub numele de Sir John Chardin, a fost un bijutier francez, călător a cărui lucrare în zece volume The Travels of Sir John Chardin este considerată una dintre cele mai bune relatări occidentale timpurii despre Persia și Orientul Apropiat în general.

## Legături externe
- Materiale media legate de Jean Chardin la Wikimedia Commons
- Acest articol conține text din Chisholm, Hugh, ed. (1911). „Chardin, Sir John”. Encyclopædia Britannica. 5 (ed. 11). Cambridge University Press., o publicație aparținând domeniului public.
- John Emerson's biography of Chardin in Encyclopaedia Iranica.
- Partial extracts from Dirk Van der Cruysse's Chardin le Persan, Fayard, Paris, 1998.